# チープ・トリック (1977年のアルバム)
『チープ・トリック』（Cheap Trick）は、チープ・トリックが1977年に発表したデビュー・アルバム。

## 解説
エアロスミスとの仕事で知られるジャック・ダグラスがプロデュースを担当。リック・ニールセンは、ジョン・レノンにプロデュースを依頼していたが、それは実現しなかった。本作は発表当時は成功を収められず、本国アメリカではBillboard 200へのランク・インを果たせなかった。
本作のオリジナルLPは、A面/B面という表記ではなく、前半が「サイド1」、後半が「サイドA」と表記されていた。本作が初CD化された際は、レーベルのミスによって「ホット・ラヴ」（サイドAの1曲目）から始まる曲順に変わっていたが、1998年の再発盤では、バンドが本来意図していた「エロ・キディーズ」で始まる曲順に修正された。
1998年発売の再発CDには、次作『蒼ざめたハイウェイ』（1977年）に収録される「甘い罠」のアレンジ違いのヴァージョンや、ライヴ・アルバム『チープ・トリックat武道館』（1978年）に初収録された「ルックアウト」のスタジオ・ヴァージョン等、未発表音源5曲がボーナス・トラックとして追加収録された。

## 収録曲
特記なき楽曲はリック・ニールセン作。
1. エロ・キディーズ - "Elo Kiddies" - 3:41
2. ダディ・シュッド・ハヴ・ステイド・イン・ハイ・スクール - "Daddy Should Have Stayed in High School" - 4:44
3. タックスマン、ミスター・シーフ - "Taxman, Mr. Thief" - 4:15
4. クライ・クライ - "Cry, Cry" (Rick Nielsen, Robin Zander, Tom Petersson) - 4:22
5. オー・キャンディ - "Oh, Candy" - 3:06
6. ホット・ラヴ - "Hot Love" - 2:30
7. スピーク・ナウ・オア・フォーエヴァー・ホールド・ユア・ピース - "Speak Now or Forever Hold Your Peace" (Terry Reid) - 4:34
8. ヒーズ・ア・ホア - "He's a Whore" - 2:42
9. マンドセロ - "Mandocello" - 4:46
10. ザ・バラッド・オブ・TV・ヴァイオレンス - "The Ballad of T.V. Violence (I'm Not the Only Boy)" - 5:16

### 1998年再発盤ボーナス・トラック
1. ラヴィン・マネー (アウトテイク) - "Lovin' Money" - 4:09
2. 甘い罠 (初期ヴァージョン) - "I Want You to Want Me" - 2:43
3. ルックアウト (未発表スタジオ・ヴァージョン) - "Lookout" - 3:30
4. ユーアー・オール・トーク (未発表スタジオ・ヴァージョン) - "You're All Talk" (R. Nielsen, T. Petersson) - 3:31
5. アイ・ディグ・ゴーゴー・ガールズ (未発表曲) - "I Dig Go-Go Girls" - 3:06

## 参加ミュージシャン
- ロビン・ザンダー - ボーカル、リズムギター
- リック・ニールセン - リードギター、バッキング・ボーカル
- トム・ピーターソン - ベース、バッキング・ボーカル
- バン・E・カルロス - ドラムス